# The Imitation Game
The Imitation Game (titulada Descifrando Enigma en España y El código Enigma en Hispanoamérica) es un biopic bélico estadounidense, con cierto suspenso de 2014 sobre el matemático, criptoanalista y pionero científico de la computación británico Alan Turing, quien fue una figura clave en el descifrado de los códigos de la Máquina Enigma de la Alemania Nazi, lo que ayudó a la victoria de los aliados en la Segunda Guerra Mundial; y que más tarde fue procesado penalmente por su homosexualidad. Está protagonizada por Benedict Cumberbatch como Turing y dirigida por Morten Tyldum con guion de Graham Moore, basado en la biografía de Alan Turing titulada The Enigma, de Andrew Hodges.
El guion de la película encabezó la Black List (lista de los mejores guiones de Hollywood no producidos) en 2011. Después de un proceso de licitación contra otros cinco estudios, The Weinstein Company adquirió los derechos de la película por una cifra récord de $7 millones en febrero de 2014, la cantidad más alta jamás pagada por los derechos de distribución en Estados Unidos en el European Film Market.
La película tuvo su estreno mundial en el 41.° Festival de Cine de Telluride, en agosto, y también se presentó en el 39.º Festival Internacional de Cine de Toronto en septiembre, en donde ganó el «Premio del Público a la Mejor Película», el más importante del festival. Tuvo su estreno europeo como película de apertura de la 58.ª edición del Festival de Cine de Londres (BFI) el 8 de octubre de 2014. The Imitation Game se estrenó en los cines del Reino Unido el 14 de noviembre de 2014, y en los de los Estados Unidos el 21 de noviembre de ese año.
La película narra la carrera contrarreloj de Alan Turing (Benedict Cumberbatch) y su equipo de descifrado de códigos en su intento de romper el cifrado de la máquina Enigma de la Alemania Nazi en el ultrasecreto Cuartel General de Comunicaciones del Gobierno del Reino Unido, situado en la mansión de Bletchley Park durante los días más oscuros de la Segunda Guerra Mundial. El variopinto grupo de académicos, matemáticos, lingüistas, campeones de ajedrez y oficiales de inteligencia tenía un poderoso aliado en el primer ministro Winston Churchill, que les extendió un «cheque en blanco», autorizando de antemano la prestación de cualquier recurso que necesitaran.
La película abarca los períodos clave de la vida de Turing: sus años de adolescente infeliz en el internado, el triunfo de su trabajo secreto durante la guerra en la construcción del revolucionario «bombe» electromecánico, que fue capaz de romper 3000 códigos navales generados por Enigma, y la tragedia de su caída en desgracia durante la posguerra, tras su condena por «indecencia grave» por admitir haber mantenido una relación homosexual, algo que poco tiempo después dejó de ser delito.

## Argumento
La película se inicia durante la investigación policial realizada en el hogar del matemático Alan Turing en 1951, después de un supuesto robo en este. Es durante la interrogación que el matemático habla a los policías sobre su tiempo en Bletchley Park durante la Segunda Guerra Mundial.
El film prosigue a mostrar a un joven Turing, atormentado por los acosos sufridos durante su tiempo en un internado. Es en este momento donde se introduce a Christopher Morcom, quien despierta en Turing un gran interés por la criptografía. Turing empieza a desarrollar sentimientos románticos hacia su amigo, que muere poco después por tuberculosis.
Después de la declaración de guerra por parte de Gran Bretaña a Alemania en 1939, Turing viaja hasta Bletchley Park, dónde bajo los mandatos del comandante Alistar Denniston se une al equipo de criptógrafos encargados de entender el funcionamiento de la máquina ENIGMA, mediante la cual los nazis envían mensajes codificados.
Turing resulta una persona difícil para el trabajo en equipo, considerando inferiores a sus compañeros. Es en este momento donde, en solitario, diseña una máquina para descifrar los mensajes de ENIGMA. Denniston se niega a promocionar la construcción de la máquina, haciendo que Turing escriba al primer ministro (Winston Churchill). Así, Churchill sitúa a Turing como cabeza del equipo de criptógrafos y les ofrece los recursos económicos necesarios para la creación de la máquina. En este momento, Turing despide a Furman y Richards y publica en el periódico un crucigrama de gran dificultad para encontrar a nuevos miembros. Es así como el matemático conoce a Joan Clarke; ante la negación de sus padres de que la joven trabaje con el grupo de criptógrafos, Turing consigue un trabajo para Clarke con las mujeres que intercepta los mensajes y empieza a compartir sus planes con ella. Con la ayuda de Clarke, Turing se abre a sus compañeros de equipo, ganándose su respeto.
La máquina creada por Turing no consigue descifrar los mensajes lo suficientemente rápido, haciendo que Denniston ordene su destrucción y el despido de Turing. Sin embargo, los criptógrafos amenazan en marcharse ante estas decisiones. En este momento, Clarke planea volver con sus padres; para evitarlo, Turing le propone matrimonio. Es durante la fiesta de compromiso, que Turing confiesa a Cairncross su homosexualidad, siendo aconsejado que la mantenga en secreto.
Después de escuchar la conversación con una de las trabajadoras de Bletchey Park sobre los mensajes que recibe de un mismo codificador alemán, Turing descubre como debe programar la máquina y, después de recalibrarla, consigue descifrar uno de los mensajes. La celebración entre los criptógrafos decae de manera rápida al saber que un convoy será atacado y que, cualquier acción que tomen para evitarlo, hará que los alemanes se den cuenta que ENIGMA está comprometida y cambien la maquinaria. Aun con las súplicas de Peter, hermano del cual se encuentra en el barco, los criptógrafos deciden no actuar y Turing crea un modelo para indicar que mensajes enviar a las autoridades.
Poco después, Turing descubre que Cairncross es un espía soviético, enfrentándose a él. Cairncross responde que los soviéticos son aliados que trabajan con el mismo objetivo que ellos, llegando a amenazar a Turing en desvelar su orientación sexual. Cuando el agente del servicio secreto inglés, Menzies, aparece para amenazar a Clarke, Turing revela que Cairncross es un espía; sin embargo, Menzies confiesa que ya lo sabía, planeando los mensajes que serían filtrados a los soviéticos para el beneficio de Gran Bretaña. Temiendo por la seguridad de Joan Clarke, Turing le ordena que se marche de Bletchley Park, revelando a la vez que es homosexual y diciéndole que únicamente la estaba usando por sus grandes dotes de criptografía. Desconsolada, Clarke decide quedarse, diciendo que esta es una de las tareas más importantes que realizará en su vida.
Al finalizar la guerra, Menzies recomienda al equipo de criptógrafos que destruyan la máquina, ya que el equipo MI6 quiere que los gobiernos alrededor del mundo crean que tienen una máquina de codificación indescifrable. Además, recomienda al equipo que nunca vuelvan a reencontrarse o a hablar de lo ocurrido y todo lo que han llevado a cabo.
Finalmente, la película se sitúa de nuevo en 1952, momento en el que Turing es condenado a prisión por "indecencia". Sin embargo, para evitarlo, decide someterse a la castración química para poder seguir con sus investigaciones. Es en este momento en el que Clarke, ya casada, le visita, viendo su terrible estado físico y mental. La mujer intenta consolarle, recordándole que su labor salvó millones de vidas.
En el epílogo se explica como Turing se suicidó el 7 de junio de 1954 después de un año de terapia hormonal. Además, en 2013, la reina Elisabeth II reconoció y honoró el trabajo de Turing, que finalmente permitiría la creación del ordenador moderno.

## Reparto
- Benedict Cumberbatch como Alan Turing.
- Keira Knightley como Joan Clarke.[3]
- Matthew Goode como Hugh Alexander.[17]
- Mark Strong como el general de división Stewart Menzies.[18]
- Charles Dance como el comandante Alastair Denniston.
- Allen Leech como John Cairncross.[19]
- Matthew Beard como Peter Hilton.[20]
- Rory Kinnear como el detective Nock.[21]
- Alex Lawther como Turing de joven.
- Jack Bannon como Christopher Morcom.
- Victoria Wicks como Dorothy Clarke, madre de Joan.
- Tuppence Middleton como Helen.
- James Northcote como Jack Good.
- Steven Waddington como el superintendente Smith.

## Producción

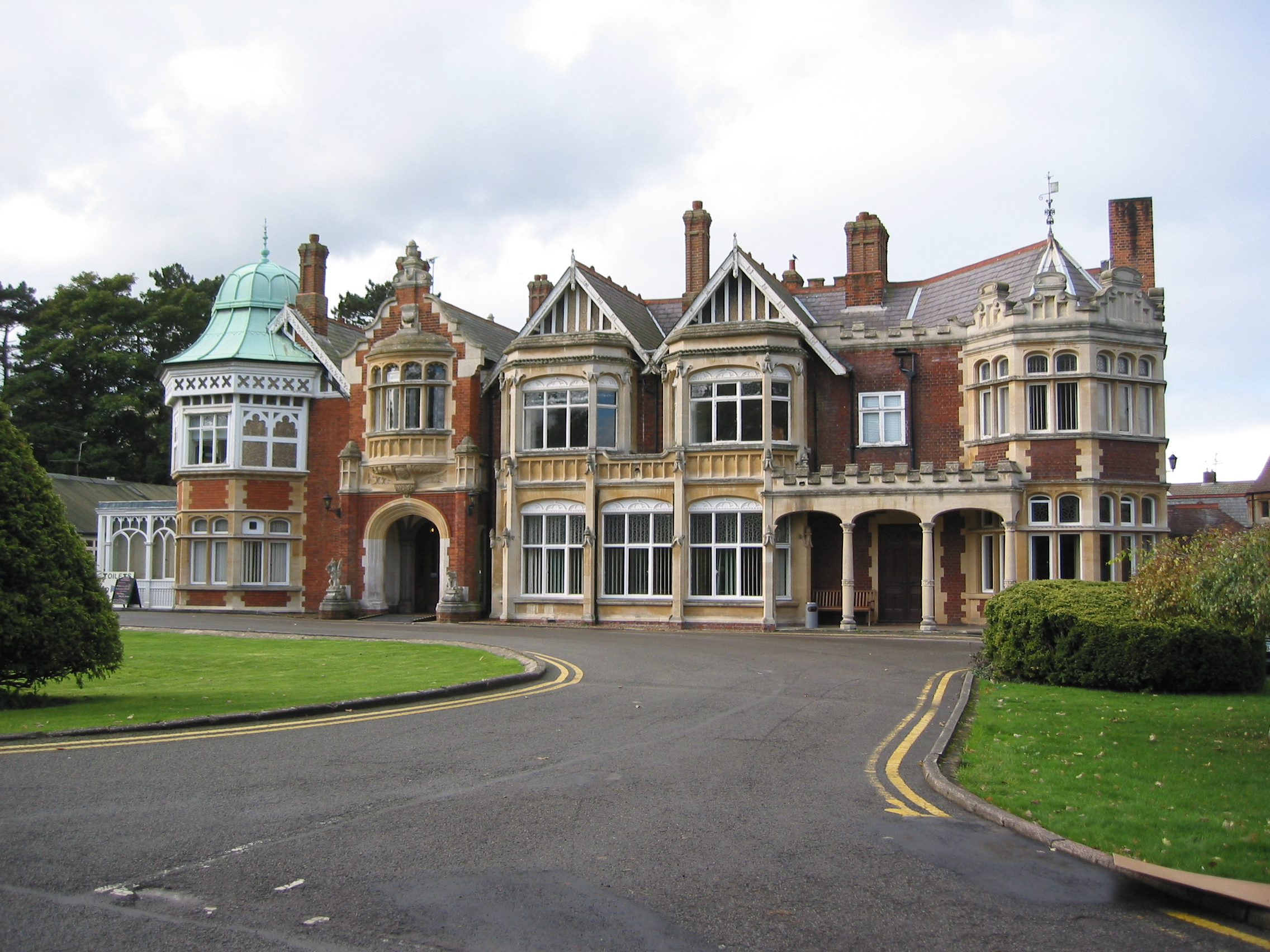
Bletchley Park: «el hogar de los descifradores de códigos», donde se filmó parte de la película.

Antes de que Benedict Cumberbatch se uniera al proyecto, la Warner Bros. compró el guion por una suma reportada de siete cifras, por el interés sugerido por Leonardo DiCaprio en interpretar a Turing. Al final DiCaprio no llegó a bordo y los derechos del guion revirtieron a la guionista. Posteriormente fueron adquiridos por Black Bear Pictures.

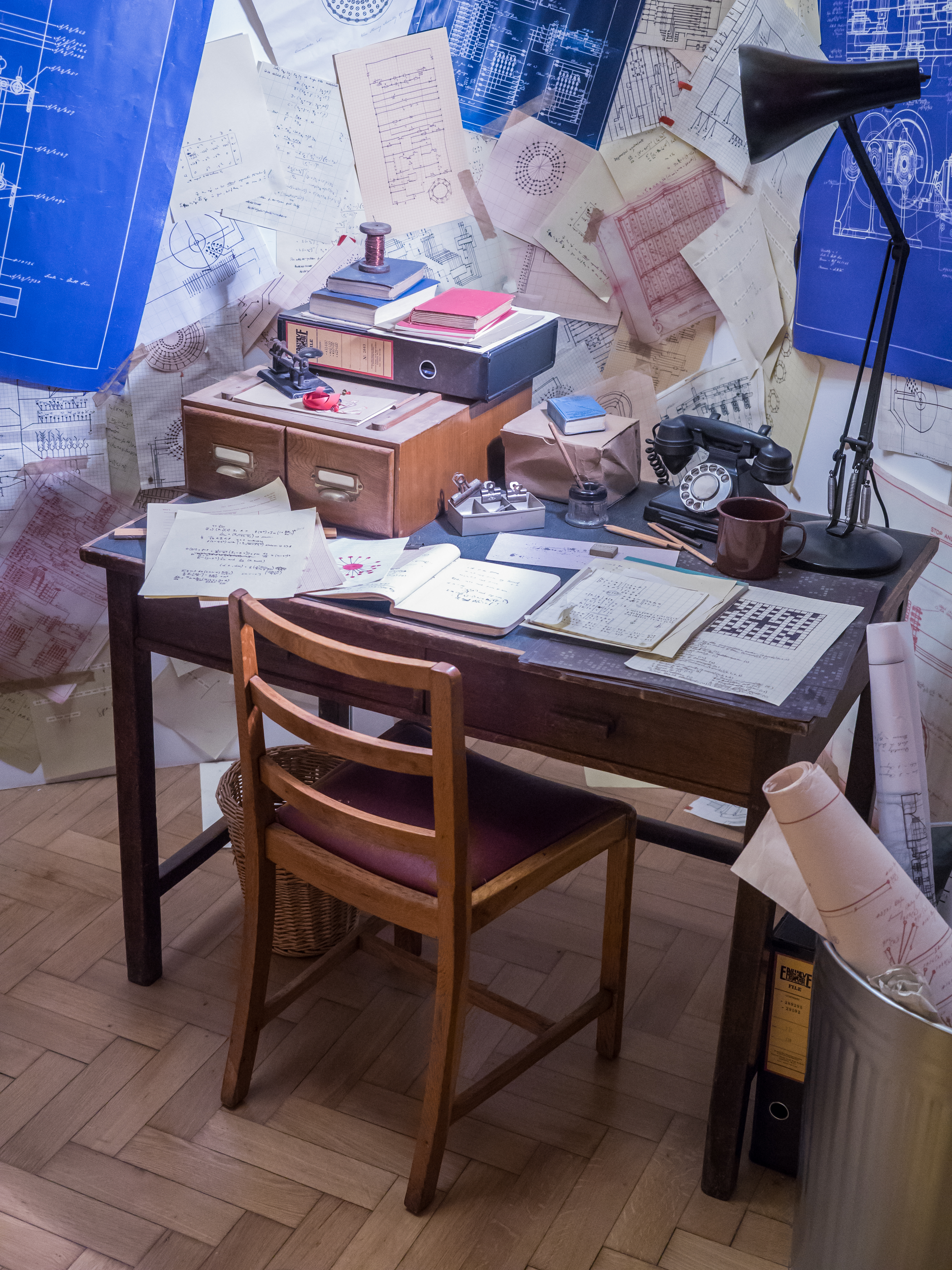
Parte del set de la película, donde el actor Benedict Cumberbatch trabajaba para personificar a Alan Turing

Se barajaron varios directores durante la preproducción, incluyendo a Ron Howard y a David Yates. En diciembre de 2012, se anunció que finalmente el director de Headhunters, Morten Tyldum, dirigiría el proyecto, por lo que la película sería su debut como director en idioma inglés.
El rodaje comenzó el 15 de septiembre de 2013. Las localizaciones principales fueron Sherborne School, la escuela de Turing, y Bletchley Park, donde Turing y sus colegas trabajaron durante la guerra. También se rodó en otros lugares de Inglaterra: Joyce Grove, en Nettlebed (Oxfordshire) y Chesham (Buckinghamshire). También se filmaron escenas en el Aeródromo de Bicester y en los exteriores del edificio de la Sociedad de Derecho Chancery Lane. El rodaje terminó el 11 de noviembre de 2013. En junio de 2014 se anunció que Alexandre Desplat compondría la partitura original de la película.
The Weinstein Company adquirió los derechos de distribución de la película en los Estados Unidos en febrero de 2014 por siete millones de dólares, la mayor cantidad jamás pagada en el European Film Market. La película es receptora del Fondo Sloan para Cineastas del Festival de Cine de Tribeca, que otorga financiación y orientación a las películas innovadoras que tengan que ver con la ciencia, las matemáticas y la tecnología.
El título de la película hace referencia a la prueba del mismo nombre propuesta por Turing en su trabajo de 1950 sobre la inteligencia artificial, titulado «Computing machinery and intelligence». La prueba tiene como objetivo responder a la pregunta «¿Pueden pensar las máquinas?».

## Mercadotecnia y lanzamiento al cine
Tras el indulto real otorgado por el Reino Unido a Alan Turing el 24 de diciembre de 2013, la productora publicó la primera fotografía promocional oficial de Benedict Cumberbatch caracterizado de Turing, junto a su máquina electromecánica «bombe». En la semana del sexagésimo aniversario de la muerte de Turing, en junio de 2014, la revista Entertainment Weekly publicó dos nuevos fotogramas que permitieron echar un primer vistazo a la caracterización de los personajes interpretados por Keira Knightley (Joan Clarke), Matthew Goode, Matthew Beard y Allen Leech (John Cairncross, uno de los cinco de Cambridge). El 23 de junio, 102 cumpleaños de Turing, Empire publicó dos fotografías de la caracterización de Mark Strong y Charles Dance. El célebre fotógrafo Jack English, que ya había fotografiado a Cumberbatch por Tinker Tailor Soldier Spy, tomó imágenes promocionales.
En la BookExpo America 2014, Princeton University Press anunció que publicaría una edición de la biografía de Alan Turing escrita por Andrew Hodges Alan Turing: The Enigma en septiembre de 2014 bajo el título The Imitation Game. Los tráileres del Reino Unido y los Estados Unidos fueron lanzados el 22 de julio de 2014. El póster internacional vio la luz el 18 de septiembre de 2014, con el lema «El verdadero enigma era el hombre que descifró el código».
La película se estrenó mundialmente en el 41.º Festival de Cine de Telluride, en agosto. Se presentó en el 39.° Festival Internacional de Cine de Toronto en septiembre, donde ganó el Premio del Público a la Mejor Película. Se estrenó en Europa como la película de apertura de la 58.ª edición del Festival de Cine de Londres (BFI) el 8 de octubre de 2014. Se estrenó en las salas comerciales de los Estados Unidos el 21 de noviembre de 2014, una semana después de su estreno en el Reino Unido el 14 de noviembre.

## Recepción
La película ha recibido críticas positivas de los críticos elogiando particularmente la actuación del protagonista, Benedict Cumberbatch como Turing. Actualmente posee un índice de aprobación del 91% en el sitio web de agregación de opiniones Rotten Tomatoes, con una puntuación media de 7,4/10, basada en 27 opiniones. En Metacritic, que asigna una calificación normalizada de 100, la película tiene un registro de 71, basado en 9 opiniones.
Kaleem Aftab, de The Independent, dio a la película una crítica de cinco estrellas aclamándola como «la mejor película británica del año». Lou Lumenick del New York Post la describió como «una apasionante película de calibre Óscar», mientras que el crítico James Rocchi agregó que la película es «fuerte, agitadora, triunfante y trágica». Peter Debruge, de Variety, añade que la película está «muy bien escrita, montada de manera elegante e interpretada de forma conmovedora». El crítico Scott Foundas declaró que «la película es innegablemente fuerte en sus pinturas de una luz brillante quemándose demasiado pronto y del a menudo indigno destino de quienes se atreven a desafiar a las normas establecidas de la sociedad». Además, también se dirigen alabanzas a la actuación de Keira Knightley como Joan Clarke, al montaje de William Goldenberg, a la música de Alexandre Desplat, a la fotografía de Óscar Faura y al diseño de producción de Maria Djurkovic. La película también fue recibida con entusiasmo en el Festival de Cine de Telluride y ganó el «Premio del Público a la Mejor Película» en el Festival Internacional de Cine de Toronto, el más alto premio del festival, con el que The Imitation Game se unió a las filas de las oscarizadas Slumdog Millionaire, El discurso del rey y 12 Years a Slave que también tuvieron ese honor en sus respectivos años.
La interpretación de Turing realizada por Cumberbatch, fue universalmente aclamada, por ejemplo por el crítico Clayton Davis indicó que es «una interpretación antológica... que demuestra que es uno de los mejores actores de nuestros días». Foundes, de Variety, declaró que la actuación de Cumberbatch es «magistral... una maravilla de ver». Por otro lado, Manohla Dargis, de The New York Times, la describió como «delicadamente matizada, espinosa y trágica», y Owen Gleiberman, de la BBC, la proclamó como «una perfección adaptada emocionalmente». Se trata de «una actuación asombrosa de Cumberbatch: se descifra su trabajo mucho después de los créditos», según declaró Dave Calhoun, de Time Out. Todd McCarthy, de The Hollywood Reporter escribió que el indiscutible punto culminante de la película era Cumberbatch «cuyo carisma, su narración con modulada y naturalista matriz de excentricidades, su talento para indicar que una mente nunca está en reposo y su destreza para, simultáneamente, retratar la rareza y el atractivo físicos se combinan para crear un retrato absolutamente creíble de un genio en su trabajo». Los críticos también señalaron que se trata de su mejor rendimiento en su carrera de actor hasta la fecha. El crítico Roger Friedman escribió al final de su opinión que «Cumberbatch puede ser lo más parecido que tenemos a un verdadero descendiente de Sir Laurence Olivier».
A pesar de alabar las actuaciones de Cumberbatch y Knightley, Catherine Shoard de The Guardian dijo que la película es «demasiado formulista, demasiado eficiente en simplemente arrastrarte y asegurarse de que has registrado el mensaje de la diversidad». Tim Robey de The Telegraph, por su parte, la describió como «una película sobre una calculadora humana que se siente... un poco demasiado calculada». Algunos críticos también expresaron su preocupación por la ausencia en la película de escenas de sexo que pusieran de relieve la homosexualidad de Turing.

## Controversia

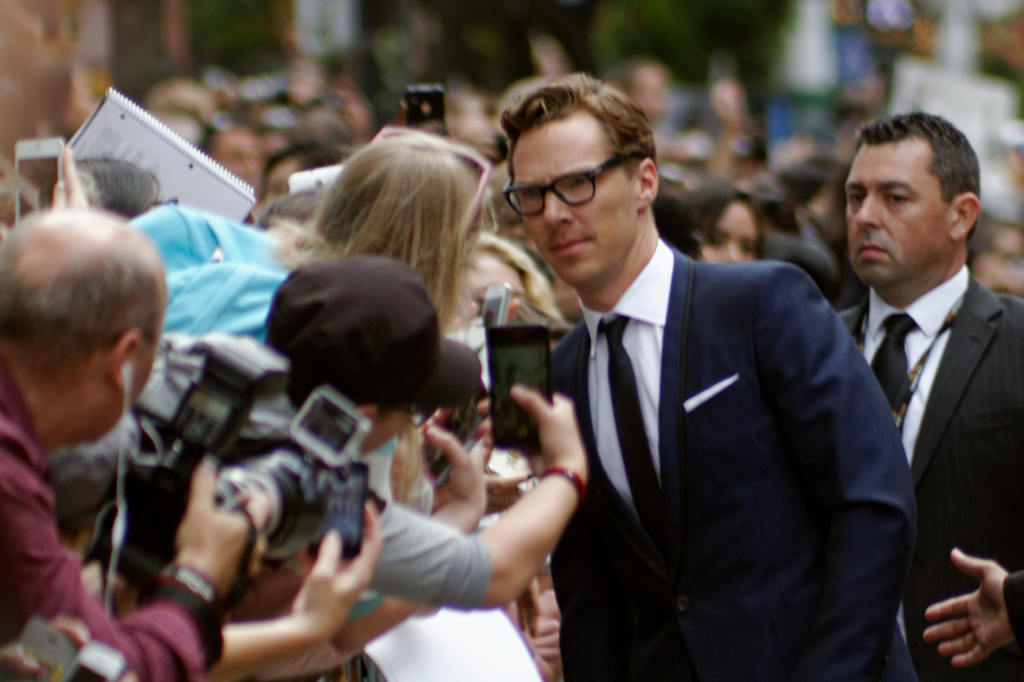
Benedict Cumberbatch en el TIFF 2014

Andrew Hodges, autor de la biografía de Turing en la que se basa la película, señaló que el guion «construye la relación con Joan mucho más allá de lo que realmente fue». Inagh Payne, sobrina de Turing, comentó que Keira Knightley no era la más apropiada para interpretar a Clarke, a quien describió como «bastante sencilla».
En declaraciones a la revista Empire, el director Morten Tyldum explicó su decisión de dirigir la película: «Es una historia muy compleja. Fue por el elemento de los derechos de los homosexuales, pero también por cómo sus ideas [de Turing] se mantuvieron en secreto y a pesar de lo increíblemente importante que fue su trabajo durante la guerra, nunca se le dio crédito por él». En una entrevista para la revista GQ, el actor Matthew Goode, que interpreta en la película a un compañero criptógrafo de Turing, dijo que el guion se centra en «la vida de Turing y la manera como en nuestra nación lo celebramos como un héroe castrándolo químicamente por ser gay».

## Polémica con la representación de Turing enThe Imitation Game

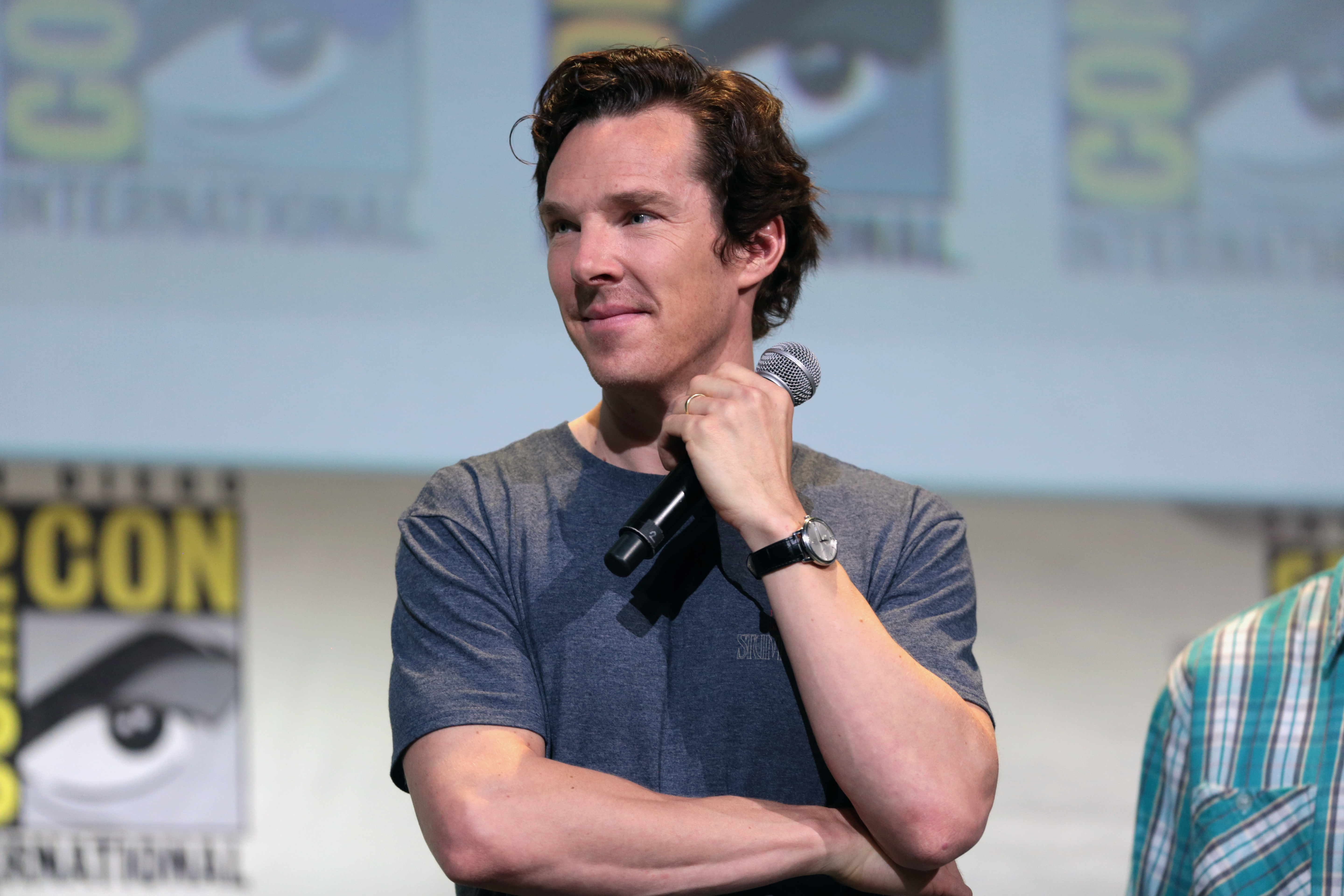
Benedict Cumberbatch, el actor que interpreta a Turing en The Imitation Game

A pesar de que la película dirigida por Morten Tyldum y protagonizada por Benedict Cumberbatch recibió buenas críticas tanto por parte del público, como por parte de la crítica (91% a Rotten Tomatoes y 7,2 a FilmAffinity), la cinta The Imitation Game también generó gran polémica entre varios periodistas profesionales por la caracterización de Turing en la pantalla grande. Las principales diferencias que se han encontrado entre el carácter de Turing representado en el film, y el de la vida real, son las siguientes:
- Aunque Turing fue descrito por sus compañeros como una persona "excéntrica" y "maniática", nunca llegó al nivel de caracterización de la película, donde se lo presenta como un tipo prácticamente déspota incapaz de relacionarse con las personas que lo rodeaban. De hecho, según las crónicas de sus compañeros de trabajo, él era una persona con muy buen sentido del humor con el que se podía mantener una relación de amistad muy agradable.[58][59]
- A pesar de que Alan Turing se vio claramente afectado por la muerte de uno de sus compañeros de clase, Christopher Morcom, en la vida real ya había sido advertido por sus profesores de que este acontecimiento podía llegar a producirse, mientras que en la película es mostrado como algo sorprendente e inesperado para él.[60]
- La representación cinematográfica de la relación matrimonial entre el personaje de Benedict Cumberbatch y su mujer, denominada Joan Clarke e interpretada por Keira Knightley, ha sido tildada por el mismo sobrino de Turing de "romantizada", en comparación a la vida real.[61][62][61]
- Mientras que en la película el personaje de Turing denomina a la máquina capacitada para descifrar Enigma como "Christopher" (en relación con el amor platónico de su infancia), en realidad fue denominada "La bomba" y no existe constancia de nada que afirme lo contrario.[59] Además, la primera versión en operativo de "La bomba" recibió posteriormente el nombre de "Victory".[63]
- En cuanto a la parte de espionaje en The Imitation Game, la cinta presenta a John Cairncross, un espía soviético y posible "quinto hombre" del Círculo de Cambridge[64] que formaba parte de la unidad de criptografía encabezada por Turing. Aun así, por mucho que Cairncross sí que trabajara en la misma zona que Alan Turing durante la Segunda Guerra Mundial (Bletchley Park), nunca formó parte de la misma unidad que la del personaje de Cumberbatch. De hecho, el mismo Cairncross escribió en su autobiografía que era improbable que lo hubiera conocido allí porque "era imposible mantener cualquier tipo de contacto entre las diferentes unidades existentes, de forma que sólo conocía a mis compañeros operacionales".[65] Así pues, toda la subtrama en la cinta en la que el personaje de Cairncross chantajea a Turing amenazándolo de revelar su identidad sexual si él revela su identidad como espía, es completamente falsa.[66]
- Turing, al contrario de lo que se muestra en la película, nunca escribió una carta a Winston Churchill para que le otorgara autoridad sobre sus compañeros, ni tampoco despidió a dos de ellos debido a la intervención del primer ministro, que nunca se llegó a producir. Realmente lo hicieron cuatro criptonanalistas de Bletchley Park para pedir más fondos económicos; deseo que finalmente fue cedido por el primer ministro, ya que días antes había podido presenciar con sus propios ojos los progresos de estos científicos. Curiosamente, una de las personas que firmó esta carta fue Hugh Alexander, que más tarde calificó de "inhumana" la representación del comportamiento de Turing en la cinta de Tyldum.[67]
- En una de las escenas de la película, después de haberse averiguado cómo romper el código de Enigma, tanto Turing como sus compañeros de unidad permiten que se produzca un ataque nazi con el objetivo de que los alemanes no sospechen que han descifrado su código secreto. Durante este ataque, uno de los hermanos de estos trabajadores muere y esto supone un punto inflexivo en la película. Sin embargo, este hecho nunca llegó a producirse, puesto que, por un lado, el personaje que sufre la muerte de su hermano no tuvo ninguno en la vida real, y por otro lado, porque las decisiones que se tomaban respecto "La bomba" no correspondían ni a Turing ni a sus compañeros.[67][59]
- Mientras que en la cinta se muestra como el personaje de Cumberbatch va perdiendo facultades psicológicas debido al tratamiento hormonal, en la vida real consiguió conservarlas y llevó a cabo importantes avances científicos en el campo de la biología matemática a pesar de su castración química.[68][69]

## Fechas de estreno
| Fechas de estreno (Fuente: IMDb) |                 |      |                 |                 |      |
| País                             | Fecha           | Año  | País            | Fecha           | Año  |
| Estados Unidos                   | 28 de noviembre | 2014 | República Checa | 4 de diciembre  | 2014 |
| Eslovaquia                       | 4 de diciembre  | 2014 | Polonia         | 5 de diciembre  | 2014 |
| Canadá                           | 19 de diciembre | 2014 | Grecia          | 25 de diciembre | 2014 |
| Noruega                          | 25 de diciembre | 2014 | Australia       | 1 de enero      | 2015 |
| España                           | 1 de enero      | 2015 | Italia          | 1 de enero      | 2015 |
| Chile                            | 8 de enero      | 2015 | Países Bajos    | 8 de enero      | 2015 |
| Nueva Zelanda                    | 8 de enero      | 2015 | Bélgica         | 14 de enero     | 2015 |
| México                           | 5 de febrero    | 2015 | Portugal        | 15 de enero     | 2015 |
| Suecia                           | 16 de enero     | 2015 | Taiwán          | 16 de enero     | 2015 |
| Alemania                         | 22 de enero     | 2015 | Singapur        | 22 de enero     | 2015 |
| Francia                          | 28 de enero     | 2015 | Dinamarca       | 29 de enero     | 2015 |
| Rumania                          | 30 de enero     | 2015 | Argentina       | 5 de febrero    | 2015 |
| Hungría                          | 12 de febrero   | 2015 | Finlandia       | 20 de febrero   | 2015 |

## Premios y nominaciones
| Premio/Festival                  | Ceremonia               | Categoría                  | Nominados                          | Resultado |
| -------------------------------- | ----------------------- | -------------------------- | ---------------------------------- | --------- |
| British Independent Film Awards  | 7 de diciembre de 2014  | Mejor película             | The Imitation Game                 | Nominado  |
| British Independent Film Awards  | 7 de diciembre de 2014  | Mejor actor                | Benedict Cumberbatch               | Nominado  |
| British Independent Film Awards  | 7 de diciembre de 2014  | Mejor actriz               | Keira Knightley                    | Nominada  |
| British Independent Film Awards  | 7 de diciembre de 2014  | Mejor guion                | Graham Moore                       | Nominado  |
| Premios del Cine de Hollywood    | 14 de noviembre de 2014 | Mejor director             | Morten Tyldum                      | Nominado  |
| Premios del Cine de Hollywood    | 14 de noviembre de 2014 | Mejor actor                | Benedict Cumberbatch               | Nominado  |
| Premios del Cine de Hollywood    | 14 de noviembre de 2014 | Mejor actriz de reparto    | Keira Knightley                    | Nominada  |
| Premios del Cine de Hollywood    | 14 de noviembre de 2014 | Mejor compositor           | Alexandre Desplat                  | Nominado  |
| Critics' Choice Awards           | 15 de enero de 2015     | Mejor película             | The Imitation Game                 | Nominada  |
| Critics' Choice Awards           | 15 de enero de 2015     | Mejor actor                | Benedict Cumberbatch               | Nominado  |
| Critics' Choice Awards           | 15 de enero de 2015     | Mejor actriz de reparto    | Keira Knightley                    | Nominada  |
| Critics' Choice Awards           | 15 de enero de 2015     | Mejor guion                | Graham Moore                       | Nominado  |
| Critics' Choice Awards           | 15 de enero de 2015     | Mejor banda sonora         | Alexandre Desplat                  | Nominado  |
| Critics' Choice Awards           | 15 de enero de 2015     | Mejor reparto              | The Imitation Game                 | Nominados |
| Premios Globo de Oro             | 12 de enero de 2015     | Mejor película - Drama     | The Imitation Game                 | Nominada  |
| Premios Globo de Oro             | 12 de enero de 2015     | Mejor actor - Drama        | Benedict Cumberbatch               | Nominado  |
| Premios Globo de Oro             | 12 de enero de 2015     | Mejor actriz de reparto    | Keira Knightley                    | Nominada  |
| Premios Globo de Oro             | 12 de enero de 2015     | Mejor guion                | Graham Moore                       | Nominado  |
| Premios Globo de Oro             | 12 de enero de 2015     | Mejor banda sonora         | Alexandre Desplat                  | Nominado  |
| Premios Satellite                | 15 de febrero de 2015   | Mejor película             | The Imitation Game                 | Nominada  |
| Premios Satellite                | 15 de febrero de 2015   | Mejor director             | Morten Tyldum                      | Nominado  |
| Premios Satellite                | 15 de febrero de 2015   | Mejor actor                | Benedict Cumberbatch               | Nominado  |
| Premios Satellite                | 15 de febrero de 2015   | Mejor actriz de reparto    | Keira Knightley                    | Nominada  |
| Premios Satellite                | 15 de febrero de 2015   | Mejor guion adaptado       | Graham Moore                       | Ganador   |
| Premios Satellite                | 15 de febrero de 2015   | Mejor banda sonora         | Alexandre Desplat                  | Nominado  |
| Premios Satellite                | 15 de febrero de 2015   | Mejor dirección de arte    | Maria Djurkovic y Nick Dent        | Nominados |
| Premios Satellite                | 15 de febrero de 2015   | Mejor montaje              | William Goldenberg                 | Nominado  |
| Premios del Sindicato de Actores | 25 de enero de 2015     | Mejor actor                | Benedict Cumberbatch               | Nominado  |
| Premios del Sindicato de Actores | 25 de enero de 2015     | Mejor actriz de reparto    | Keira Knightley                    | Nominada  |
| Premios del Sindicato de Actores | 25 de enero de 2015     | Mejor reparto              | The Imitation Game                 | Nominados |
| Premios Óscar                    | 22 de febrero de 2015   | Mejor película             | The Imitation Game                 | Nominado  |
| Premios Óscar                    | 22 de febrero de 2015   | Mejor director             | Morten Tyldum                      | Nominado  |
| Premios Óscar                    | 22 de febrero de 2015   | Mejor actor                | Benedict Cumberbatch               | Nominado  |
| Premios Óscar                    | 22 de febrero de 2015   | Mejor actriz de reparto    | Keira Knightley                    | Nominada  |
| Premios Óscar                    | 22 de febrero de 2015   | Mejor guion adaptado       | Graham Moore                       | Ganador   |
| Premios Óscar                    | 22 de febrero de 2015   | Mejor diseño de producción | Maria Djurkovic y Tatiana Macdonal | Nominada  |
| Premios Óscar                    | 22 de febrero de 2015   | Mejor montaje              | William Goldenberg                 | Nominada  |
| Premios Óscar                    | 22 de febrero de 2015   | Mejor banda sonora         | Alexandre Desplat                  | Nominada  |